# Ron Dennis
Ronald Dennis (Woking, Surrey, Engleska, 1. lipnja 1947.) je britanski biznismen i službeni britanski veleposlanik za Ujedinjeno Kraljevstvo. Najpoznatiji je po svojoj bivšoj ulozi vlasnika, izvršnog direktora, predsjednika i osnivača McLaren grupe.